# Sacrosanctum Concilium
Sacrosanctum Concilium (česky Posvátný koncil) neboli Konstituce o posvátné liturgii (zkratka SC) je jednou z konstitucí II. vatikánského koncilu. Byla schválena shromážděnými biskupy poměrem hlasů 2 147 ku 4 a promulgována papežem Pavlem VI. 4. prosince 1963. Jejím hlavním cílem bylo revidovat tradiční liturgické texty a obřady tak, aby plněji odrážely základní principy a byly pastoračně účinnější ve změněných podmínkách doby, a vyjasnit nejen roli vysvěcených služebníků, ale i způsoby vhodné účasti laických věřících na liturgii katolické církve, zejména římského ritu. Jak je u katolických dokumentů zvykem, název této konstituce, v překladu z latiny „Posvátný koncil“, je převzat z prvního řádku (incipitu) dokumentu. 
Tato konstituce, která odkazuje na novodobé liturgické hnutí 20. století uznané encyklikou Mediator Dei z roku 1947, se stala základem pokoncilní liturgické reformy. Koncil chtěl prohloubit křesťanský život a přizpůsobit potřebám naší doby instituce podléhající změnám.

## Aggiornamentoa účast laiků

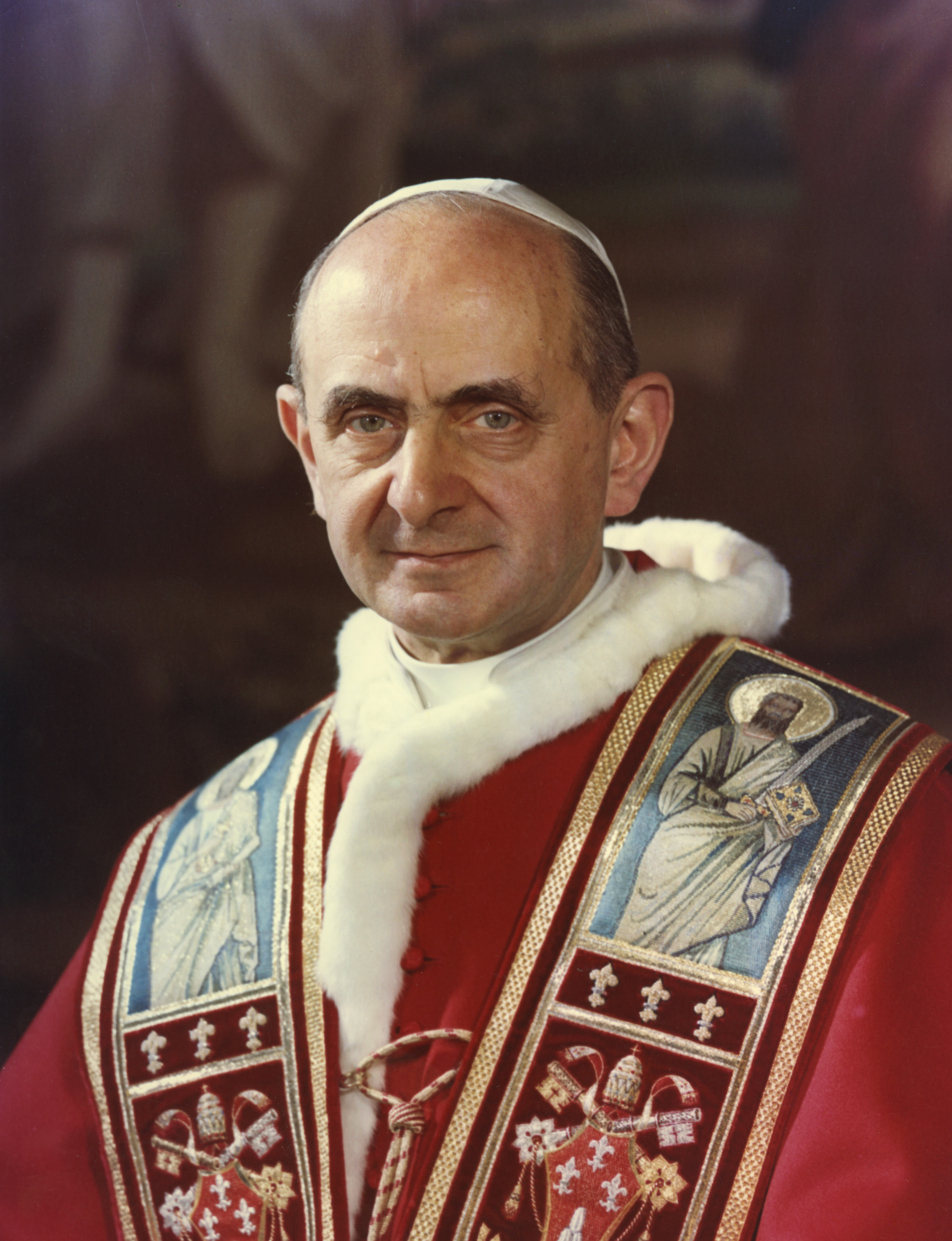
Papež Pavel VI.

Jednou z prvních otázek, kterou koncil projednával, a záležitostí, která měla nejbezprostřednější dopad na život jednotlivých katolíků, byla obnova liturgie. Ústřední myšlenkou bylo aggiornamento tradičních liturgických textů a obřadů tak, aby lépe odrážely základní principy a byly pastoračně účinnější ve změněných podmínkách doby, přičemž se vyjasnila nejen role vysvěcených služebníků, ale i způsoby vhodné účasti laických věřících.
Matka církev si velmi přeje, aby byli všichni věřící vedeni k plné, uvědomělé a aktivní účasti na liturgických úkonech, jak ji vyžaduje sama povaha liturgie. K takové účasti je křesťanský lid jako „vyvolený rod, královské kněžstvo, národ svatý, lid patřící Bohu jako vlastnictví“ (1 Petr; srov. 2,4-5) mocí křtu oprávněn i zavázán.
Papežové Pius X. a Pius XII. žádali, aby se lidé naučili zpívat odpovědi na mši a aby se naučili modlitby mše, aby se jí mohli chápavě účastnit. Nyní to nařídili biskupové: „Aby se podpořila aktivní účast, měl by být lid povzbuzován k účasti pomocí aklamací, odpovědí, žalmů, antifon a písní.“ Skladatelé by měli „vytvářet skladby, které .... [umožňují] aktivní účast celého shromáždění věřících.“
Po staletích, kdy se při mši v latině katolická zbožnost soustředila kolem lidových pobožností, biskupové nařídili, že „lidové pobožnosti ... mají být sestaveny tak, aby ladily s liturgickými obdobími, byly v souladu s posvátnou liturgií, byly z ní určitým způsobem odvozeny a vedly lid k ní, protože ve skutečnosti liturgie svou povahou daleko převyšuje každou z nich.“

### Zásady
Koncil se zabývá především „obecnými zásadami reformy a podpory posvátné liturgie“. Prohlašuje, že „liturgie je vrcholem, k němuž směřuje činnost církve, a zároveň zdrojem, z něhož vychází veškerá její energie.“ Samotná povaha liturgie vyžaduje plnou, vědomou a aktivní účast věřících, a proto koncil dává pokyny k vhodné přípravě pastýřů duší.

#### Shrnutí zásad, které stanovila tato konstituce:
1. vzdělání v oblasti liturgie
2. aktivnější účast věřících
3. přednost mají bohoslužby ve společenství
4. jednoduchost obřadů bez opakování
5. obnovení proseb a homilie (kázání) ve mši
6. počítá se s reformou skoro všech obřadů, svátostí i svátostin, také breviáře a liturgického kalendáře

## Struktura
Dokument je rozdělený do následujících kapitol: 
Předmluva (1–4)

1. Všeobecné zásady pro obnovu a rozvoj posvátné liturgie (5–46)

2. Tajemství eucharistie (47–58)

3. Ostatní svátosti a svátostiny (59–82)

4. Posvátné oficium (83–101)

5. Liturgický rok (102–111)

6. Liturgická hudba (112–121)

7. Sakrální a liturgické vybavení (122–130)
Pokud se na tento dokument odkazuje, nepoužívají se čísla kapitol, ale čísla odstavců, jichž je 130.

## Obsah

### 1. Kapitola: Všeobecné zásady pro obnovu a rozvoj posvátné liturgie

#### I. Povaha posvátné liturgie a její význam v životě církve
Podkapitola vysvětluje význam liturgie pro katolickou církev a její věřící.
„Liturgie [je] vrcholem, k němuž směřuje činnost církve, a zároveň pramenem, z něhož pramení veškerá její síla.“ (SC 10)
Věřící jsou vybízeni k účasti na posvátné liturgii. Pastýři by měli zajistit, aby praxe byla prováděna správně.

#### II. Liturgická výchova a činná účast
Všichni věřící by měli být schopni se vědomě a aktivně účastnit liturgie, to vyžaduje „povaha liturgie samotné“ a je to nezbytné pro „obnovu a podporu liturgie“ (SC 14). Liturgické vzdělávání věřících je proto důležitou oblastí odpovědnosti všech lidí pracujících v pastorační oblasti, kteří musí mít dobré teologické vzdělání (srov. SC 14 a SC 18).
Je zde také stanoveno, že vysílání posvátných aktů v rozhlase nebo televizi provádějí zástupci médií jmenovaní biskupy (srov. SC 20).

#### III. Obnova posvátné liturgie
Tato podkapitola tvoří jádro konstituce o liturgii. Koncil začíná uznáním, že existují části liturgie, které se nemění, a části, které podléhají změnám. Za účelem změny těchto částí koncil stanovil tyto pokyny:
- Pouze církev je oprávněna nařídit nebo změnit liturgii. Ve vymezených hranicích jsou k tomu oprávněna také regionální biskupská sdružení.
- Při revizi liturgických knih by měla být zachována zdravá tradice, a přesto by měla být po důkladném teologickém, historickém a pastoračním zkoumání otevřena legitimnímu pokroku; novinky by měly být zaváděny pouze tehdy, pokud to vyžaduje skutečný a jistý prospěch pro církev (nisi vera et certa utilitas ecclesiae id exigat). Je třeba dbát na to, aby nové formy takříkajíc organicky vyrůstaly z těch stávajících. Liturgické knihy by měly být revidovány co nejdříve (quamprimum).
- „Při liturgickém slavení má každý, ať už liturgik nebo věřící, dělat jen to a všechno, co mu přísluší podle povahy věci a v souladu s liturgickými pravidly.“
- Účast sborů, kantorů, ministrantů a lektorů je skutečnou liturgickou službou, tj. není vykonávána pouze v zastoupení duchovních.
- Účast věřících na liturgii by měla být podporována zařazením aklamací do liturgických knih.
- Při obnově liturgických obřadů je třeba dbát na to, aby obřady byly jasné a srozumitelné a aby byla k dispozici homilie, která věřícím vysvětlí Písmo.
- Článek 36 se zabývá širším zaváděním místních jazyků do liturgie. Ačkoli má být zachováno používání latiny, uznává se, že „nezřídka může být použití lidového jazyka pro lid velmi užitečné“ (SC 36). U „mší sloužených s lidem“ bylo připuštěno používání místního jazyka, „zejména ve čteních a v obecné modlitbě“, jakož i „v částech, které jsou určeny lidu“, a také „mimo ně“ (SC 54). Kromě toho však má být zajištěno, aby „věřící mohli také společně mluvit a zpívat latinsky ty části mešního ordinária, které jim náleží“ (SC 54).
- Kromě toho církev podporuje regionální zvláštnosti, pokud je lze sladit s obecným Římským misálem. Článek tak obsahuje jeden z klíčových bodů liturgické reformy II. vatikánského koncilu.

#### IV. Podpora liturgického života v diecézi a ve farnosti
Znovu zdůrazňuje význam práce místní církve. 

#### V. Podpora pastoračního liturgického hnutí
V něm jsou diecéze vyzvány, aby zřídily liturgické komise, které mají být poradci odborníků v oblasti liturgiky, sakrálního umění, církevní hudby a pastorace. Jejich cílem má být další rozvoj liturgie a podpora liturgické věci.

### 2. Kapitola: Tajemství eucharistie
Koncil zde uvádí předpisy, které mají věřícím usnadnit pochopení slavení eucharistie a podpořit jejich účast. Patří mezi ně zejména:
- Revize mešního řádu (Ordo Missae), tj. pořadí mše; především je třeba odstranit opakování a zjednodušit postupy.
- Písmu svatému má být věnováno více prostoru.
- Kázání mají být pronášena.
- Mají se konat a podporovat přímluvné modlitby.
- Při mších s lidem může být dán náležitý prostor lidovému jazyku. Nicméně znalost latinských formulí by se neměla vytratit.
- Svaté přijímání by se mělo věřícím rozdávat při každé mši. Přijímání pod obojí způsobou by mělo být umožněno podávat častěji.
- SC 57 obsahuje předpisy, v nichž koncil doporučuje koncelebraci, tj. mši svatou slouženou společně několika kněžími.

### 3. Kapitola: Ostatní svátosti a svátostiny
- Mělo by být také možné používat pro svátosti lidový jazyk.
- Koncil chtěl, aby byly revidovány křestní obřady. Toho bylo dosaženo přepracováním Rituale Romanum a vytvořením mše: „Při udílení křtu“ v revidovaném misálu.
- Posílila se úloha kmotrů.
- Koncil rozhoduje o zavedení zvláštní slavnosti po křtu v nouzi, který může udělit každý, kdo je v nebezpečí smrti.

### 4. Kapitola: Posvátné oficium
V této kapitole konstituce zdůrazňuje význam liturgie hodin (Denní modlitba církve), která by měla být opět zvláště pěstována. Klerici, řeholníci a zasvěcené osoby jsou povinni, pokud nemají vážné důvody tak nečinit, recitovat liturgii hodin; laikům se rovněž doporučuje recitovat liturgii hodin denně – ve společenství nebo o samotě. V zásadě platí, že liturgii hodin mají klerici recitovat latinsky, i když ordinář může v jednotlivých případech od této povinnosti upustit (srov. SC 101 §1). 

### 5. Kapitola: Liturgický rok
Koncil zde vyzývá věřící, aby slavili neděli jako den Páně. Dále je podrobněji vysvětlen význam jednotlivých aspektů liturgického roku, jako je kající období apod. Viz: Základní uspořádání církevního roku.

### 6. Kapitola: Liturgická hudba
Konstituce zde věnuje zvláštní místo církevní hudbě. Podle konstituce dosahuje bohoslužba vždy své nejušlechtilejší podoby, když se koná se zpěvem, přičemž se zvláště poukazuje na význam gregoriánského chorálu. Mají být podporovány církevní sbory a pozornost má být věnována hudebnímu vzdělávání v katolických vzdělávacích institucích. Církevním hudebníkům se má dostat „solidního“ vzdělání. Především by se měla oceňovat kultivace církevního lidového zpěvu a také tradice chrámové varhanní hudby. 

### 7. Kapitola: Sakrální a liturgické vybavení
Jsou podány liturgické a liturgicko-pastorační vyjádření k sakrálnímu umění a církevní architektuře: Kritéria liturgické vhodnosti umění, úcta k obrazům, umělecká svoboda v odpovědnosti vůči liturgickým normám, památková péče, pastorační péče o umělce, zohlednění umění v teologických studiích.

## Uvedení do praxe
Koncilní otcové stanovili směrnice pro obnovu liturgie, které zahrnovaly, umožňovaly a podporovaly větší používání lidového jazyka (rodného jazyka) vedle latiny, zejména pro biblická čtení a další modlitby. Na podzim 1963, kdy koncil stále ještě jednal o konstituci o liturgii, pověřil papež Pavel VI. boloňského arcibiskupa kardinála Giacoma Lercaro předběžnými úvahami o pokoncilní komisi. Do jednání zapojil liturgického odborníka Annibale Bugniniho, který byl od 11. července 1960 sekretářem přípravné komise koncilu pro liturgii a poté se stal i sekretářem tzv. Consilia. Motu proprio Sacram liturgiam z 25. ledna 1964 papež zřídil komisi jako „zvláštní sdružení“ (peculiarem condimus Commissionem); Rada pro provádění konstituce o posvátné liturgii (latinsky Consilium ad exsequendam Constitutionem de sacra Liturgia), obvykle označovaná jako Consilium, se v lednu 1964 okamžitě pustila do práce.  Později bylo Consilium začleněno do Kongregace pro bohoslužbu a kázeň svátostí. Ve svěřených oblastech národní biskupské konference, které, pokud měly společný jazyk, měly spolupracovat na vytvoření společného překladu. Studijní skupina složená z biskupů a zahraničních teologů z různých oborů měla za úkol přepracovat liturgické knihy latinského obřadu v duchu a podle norem koncilu a „užitečně a moudře podporovat“ Kongregaci pro obřady při provádění koncilních rozhodnutí, jak řekl papež ve svém projevu v roce 1967.
Instrukcí Inter oecumenici byly již 26. září 1964 předloženy první změny v liturgii, které vedly k výrazně přepracovanému oficiálnímu mešnímu řádu, Ritus servandus in celebratione missae a Ordo missae z roku 1965 („Ritus 1965“). Další změny požadované koncilem, totiž koncelebraci a přijímání z kalicha, upravil dekret Ecclesiae semper ze 7. března 1965 a 5. března 1967 byla vydána instrukce Musicam sacram o chrámové hudbě.
Základní řád liturgického roku a Všeobecný římský kalendář (Calendarium Romanum Generale) byly uvedeny v platnost 14. února 1969 motu proprio Mysterii paschalis papeže Pavla VI. k 1. lednu 1970. Obnovený Missale Romanum byl papežem promulgován apoštolskou konstitucí Missale Romanum 3. dubna 1969, a proto je také znám jako „Misál Pavla VI.“ V platnost vstoupil první adventní neděli 30. listopadu 1969. Misál je k dispozici v latinském jazyce a tvoří základ pro úpravy v lidovém jazyce. Předcházel mu Institutio Generalis Missalis Romani (IGMR), který je důležitý pro slavení a porozumění mši (3. vydání 2002).
Např. v německé jazykové oblasti se jeho verze nazývá Allgemeine Einführung in das Römische Messbuch (AEM), posléze Grundordnung des Römischen Messbuches (GORM). Nový misál obsahuje také Normae universales de anno liturgico et de calendario, poněmčené pod názvem Grundordnung des Kirchenjahres und des römischen Generalkalenders. Německojazyčné vydání obnoveného Missale Romanum vyšlo v roce 1975 a nese název Die Feier der heiligen Messe.
Po reformě liturgie denní modlitby církve (liturgie hodin) následovala apoštolská konstituce Laudis canticum z 1. listopadu 1970, která s okamžitou platností uvedla v platnost Editio typica Liturgia Horarum iuxta ritum Romanum, ve formě nového Breviáře pro římskokatolickou církev.
Viz též: Seznam událostí souvisejících s reformou Missale Romanum a Seznam změn vyplývajících z liturgické reformy.

## Klasifikace
Konstituce o liturgii otevřela „nové paradigma“ tím, že se při formulaci cílů katolické liturgie „již nespokojila s minimálním kritériem platnosti a dovolenosti“, ale naopak zdůraznila kritérium duchovního prospěchu skrze vědomou, aktivní účast. Účastníci liturgie by měli mít možnost zakusit, že Bůh „chce ‚přijít‘ v této liturgii mezi lidi, kteří ji slaví“.

## Dozvuky
24. srpna 2017 papež František zdůraznil, že „reforma liturgie je nezvratná“, a vyzval k pokračování v úsilí o její realizaci, čímž zopakoval slova papeže Pavla VI., která pronesl rok před svou smrtí: „Nyní nadešel čas definitivně opustit rušivé zárodky, stejně zhoubné v tom či onom smyslu, a plně realizovat reformu, kterou jsme schválili na základě rozhodnutí koncilu, podle jejích správných inspirativních kritérií.“